# Немоевский, Винцентий
Винцентий Веруш-Немоевский (пол. Wincenty Wierusz-Niemojowski; 5 апреля 1784 — 1834, Москва) — польский политический деятель, литературный критик, переводчик. Участник ноябрьского восстания 1830 года.

## Биография
Шляхтич герба Веруш. Родился в селе Слупи близ Кемпно. Брат Бонавентуры Немоевского. Дядя Людвика Немоевского (1823—1892), прозаика, драматурга, этнографа. Получил домашнее образование. Позже с 1798 учился у пиаристов в Варшаве, продолжил обучение в 1800—1803 в университетах Галле и Эрлангена.
После возвращения из-за границы работал чиновником в судебных учреждениях Калишского воеводства.
с 1820 года занимался политической деятельностью, был избран послом (депутатом) польского сейма от Калишского воеводства Царства Польского.
Активный участник и руководитель легальной калишской оппозиции, пытавшейся привнести в польский парламентаризм идеи европейского либерализма. Выступал с резкой критикой российских властей, нарушавших Конституцию Царства Польского. Одним из требований оппозиционной калишской фракции было предоставление независимости судебной власти, введения судов присяжных, чему противились российские власти империи во главе с Александром I, который был также царём Царства Польского. В 1820 во время заседаний, оппозиция во главе с В. Немоевским протестовала против требований императора введения на территории Царства Польского цензуры. В ответ на это Александр I в течение пяти лет не созывал сейм, а после заседания его проводились без доступа общественности.
Во время польского восстания 1830—1831 годов — член Национального правительства. После поражения восстания был арестован. За участие в польском восстании 1830 года приговорён властями Российской империи к смертной казни, которая позже была заменена на вечную каторгу.
Умер по дороге в Сибирь.
Автор ряда статей в газетах «Gazeta Polska» и «Kurier Polski». Переводил с французского.

### Избранные публикации
- Obraz historyczno-statystyczny Wiednia, oryginalnie 1815 r. wystawiony, z planem tegoż miasta (Варшава, 1821)
- Głosy posła kaliskiego na Sejmie Królestwa Polskiego 1818 r., (Познань, 1819)
- Myśli dorywcze o romantyczności i romantykach (Калиш, 1830)
- Głos… zastępcy ministra Spraw Wewnętrznych i Policji miany w Izbach połączonych na sesji 24 stycznia 1781 r. (Варшава, 1831).